# EQSO
eQSO ist eine gleichnamige Client-Server-Software, die von Funkamateuren entwickelt wurde. Diese erlaubt Funkstationen untereinander, mit Funk-Gateways und -Relaisstationen via Internet per Sprache zu kommunizieren. Dabei wird ein Voice-over-IP-Protokoll verwendet. Dieses Prinzip wird auch Radio over IP genannt. Der Name eQSO leitet sich aus dem Q-Schlüssel „QSO“, welcher bei Funkamateuren und CB-Funkern als Abkürzung für „Funkgespräch“ verwendet wird, und dem Präfix „e“, der für „elektronisch“ steht, ab.
eQSO wird auch im freien Funk (CB-Funk, PMR446, SRD und Freenet) eingesetzt. Dabei melden sich die PC-Benutzer über eine Client-Software auf dem Server an, während die übrigen Funkdienste sogenannte Gateways nutzen. Das Gateway stellt eine Verbindung zwischen dem Server und dem Funkpartner her, indem der Sprachfunk in digitale Pakete aufgeteilt und diese zum angeschlossenen Rechner übertragen werden. Der Gateway-Rechner überträgt die übermittelten Pakete anschließend über das Internet zum Server, der die Datenpakete wieder in Sprache umwandelt. So ist es möglich, dass CB-Funker, PMR-, LPD- und Freenet-Nutzer sich zusammen mit den PC-Benutzern über tausende von Kilometern unterhalten können.
Für diese lizenzfreien Funkanwendungen wurde extra eine PMR-Radio-Variante programmiert und schon mehrfach aktualisiert. Als Alternative wurde das von eQSO abgeleitete Programm Free Radio Network (FRN) entwickelt. Beide Programme werden mittlerweile recht häufig eingesetzt und sind bei Serverbetreibern (Serversoftware), PC-Benutzern (Client-Software), Gateway-Betreibern (Gateway-Software) und HF-Benutzern (alle, die eine Verbindung von ihrem Funkgerät zum Gateway herstellen) gleichermaßen beliebt.